# Kostel Nalezení svatého Štěpána (Černilov)
Kostel Nalezení svatého Štěpána je římskokatolický, neorientovaný farní kostel v Černilově.

## Historie
První záznam o kostele Nalezení sv. Štěpána v obci je z roku 1271, zmiňuje se dřevěný kostelík uprostřed dnešního hřbitova. Zbourán byl z důvodu špatného stavu v roce 1748. Základní kámen k novému kostelu byl položen 12. června 1752. Nový kostel byl vysvěcen v září 1755. 14. prosince 1880 kostel vyhořel, za necelý rok byl opraven tak, aby se opět mohly konat bohoslužby. Znovu byl kostel vysvěcen 8. října 1882.

## Architektura
Jednolodní stavba je obrácená k severu, s hranolovou věží na jižní straně, obdélným kněžištěm a malou sakristií na severní straně. Kostel byl postaven na místě staršího chrámu, připomínaného již ve středověku, podle plánů stavitele D. Morazziho z Chrudimi. Roku 1880 vyhořel, roku 1882 bylo obnoveno průčelí, věž a fasády v novorománském slohu.

## Interiér
Hlavní oltář z roku 1896 se svatostánkem je zdoben sochou sv. Štěpána, po jeho levici stojí sv. Pavel a po pravici sv. Petr. Na obou stranách svatostánku jsou obrazy českých světců: sv. Jana Nepomuckého, sv. Anežky České, sv. Vojtěcha, sv. Václava, sv. Ludmily a sv. Prokopa. Kazatelna s vyobrazeními čtyř evangelistů z roku 1898 a symobly víry (kříž), naděje (kotva) a lásky (srdce) stojí u levé zdi, před kazatelnou je cínová křtitelnice z roku 1895.

## Bohoslužby
Bohoslužby se konají v neděli v 8.30, v sobotu v 8.00 a ve středu a v pátek v 17.00 (v době letního času v 18.00).